# 布賴恩特鎮區 (阿肯色州薩林縣)
布賴恩特鎮區（英語：Bryant Township）是位於美國阿肯色州薩林縣的一個行政鎮區。

## 地方資料
布賴恩特鎮區的面積為45.95平方千米，當中陸地面積為45.72平方千米，而水域面積為0.23平方千米。根據2010年美國人口普查的數據，當地共有人口11878人，而人口密度為每平方千米258.5人。